# Johann Walter-Kurau

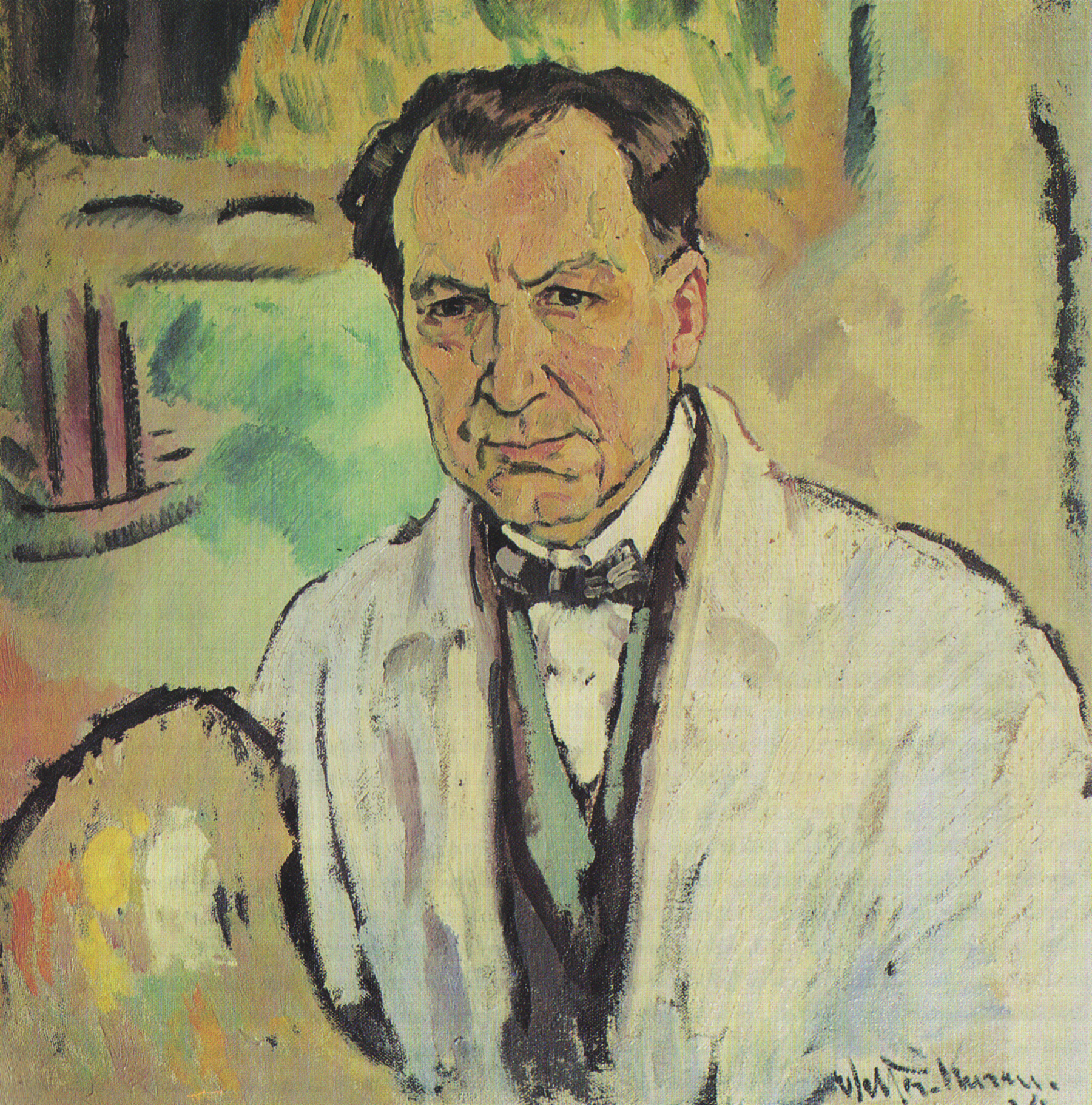
Selbstporträt 1924

Johann Walter-Kurau, eigentlich Johann Walter, lettisch: Jānis Valters  (* 3. Februar 1869 in Mitau, Gouvernement Kurland, Russisches Reich; † 19. Dezember 1932 in Berlin) war ein lettischer und deutscher Künstler. Als einer der Begründer der modernen lettischen Malerei malte er Landschaften, Porträts und Genreszenen. Er arbeitete bis 1906 in Mitau, danach in Dresden und später in Berlin.

## Leben

### In Lettland und Russland

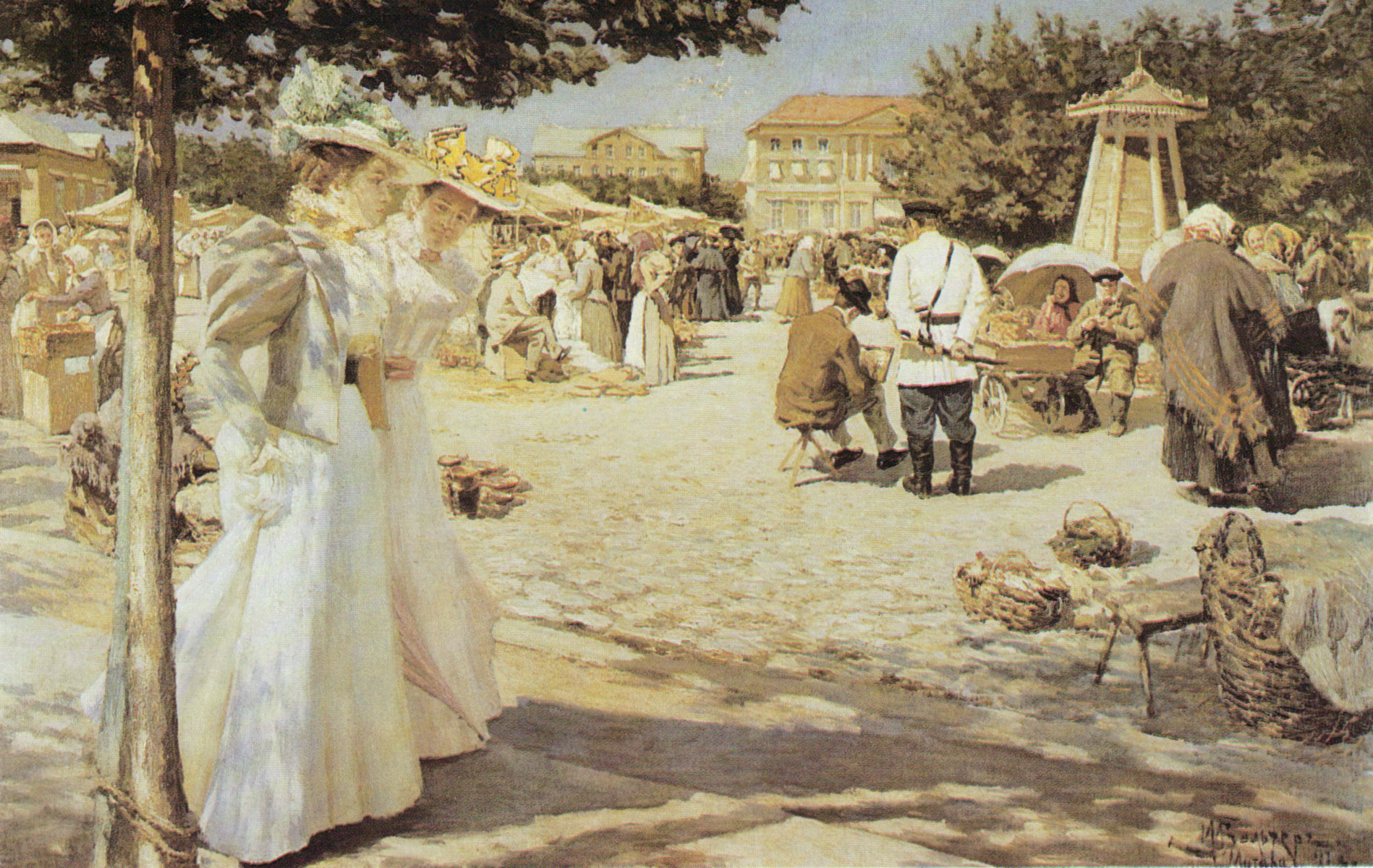
Markt in Mitau (1898)

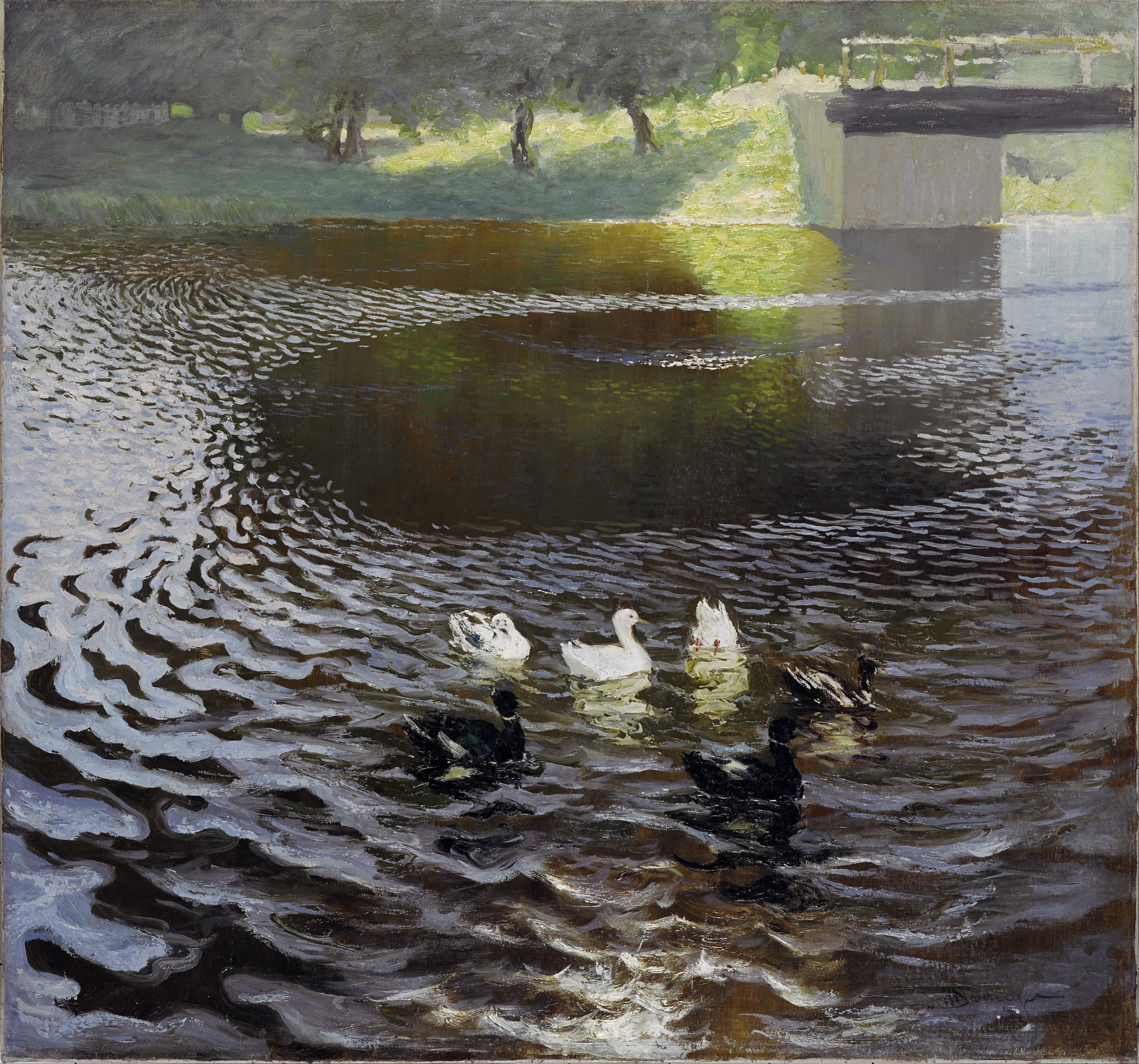
Enten (1898)

Jānis Walter, Sohn des Kaufmanns und Stadtrats Theodor Walter, war eines von fünf Kindern. Die Mutter hatte den Mädchennamen Kurau. Von 1880 bis 1888 lernte Walter an der Realschule Mitau, wo Kurt Wiessner einer der Kunstlehrer war. Daneben nahm er Privatstunden im Atelier des Künstlers Julius Döring und erhielt Geigenunterricht.
Von 1889 bis 1897 studierte er an der Kunstakademie St. Petersburg bei Alexei Danilowitsch Kiwschenko und Konstantin Jegorowitsch Makowski. Nach dem Bankrott des Vaters musste er sein Studium durch Auftragsarbeiten finanzieren. 1897 erhielt er eine Goldmedaille für seine Diplomarbeit Markt in Mitau.
Er war Mitglied und zeitweise Leiter der lettischen Künstlergruppe „rūķis“ (Zwerg).

### In Deutschland
Nach dem Tod seiner Eltern und den durch die Revolution von 1905 verursachten Umwälzungen ging Walter 1906 für immer nach Deutschland. Zu den Gründen für die Auswanderung gehörten auch die Scheidung von seiner Frau. Außerdem befand er sich in einer gesellschaftlichen Isolierung, nachdem er und Vilhelms Purvītis 1905 eine Petition an den Zaren nicht unterzeichnet hatten.
Seine späteren Werke in Deutschland signierte er mit dem Doppelnamen Walter-Kurau. Unter diesem Namen wurde er auch als Mitglied im Deutschen Künstlerbund geführt. Einer Einladung des Freiherrn Paul von Schlippenbach, der ebenfalls Maler war, folgend ließ er sich in Dresden nieder. Hier verdiente er seinen Lebensunterhalt anfangs mit Geigenspielen am Dresdner Opernhaus. Seine zweite Frau war Violinistin. Walter-Kurau war Mitbegründer der Künstlergruppe Grün-Weiß und der Dresdner Künstlergruppe 1913. Zu Eröffnung der Ausstellung der Dresdner Künstlergruppe 1913 vom 1. Februar bis 21. Februar 1914 in der Galerie Arnold hielt er eine Festrede. 1917 zog er nach Berlin, wo er zuletzt in der Gervinusstraße 1 wohnte. Er nahm an Ausstellungen teil und fertigte Porträts auf Bestellung. Seine letzte Beteiligung an einer Jahresausstellung des Deutschen Künstlerbundes hatte er 1929 im Staatenhaus am Rheinpark in Köln, wo er mit einem Stillleben vertreten war.
Zu den Schülern seiner Malschule gehörten u. a. Hans Zank, Willi Gericke, Ilse Heller-Lazard, Eva Langkammer, Else Lohmann, Minna Köhler-Roeber, Thea Hucke, Florence Henri, Otto Manigk, Karen Schacht, Luise Grimm, Hans Ludwig Pfeiffer und Otto von Kursell.

## Werk

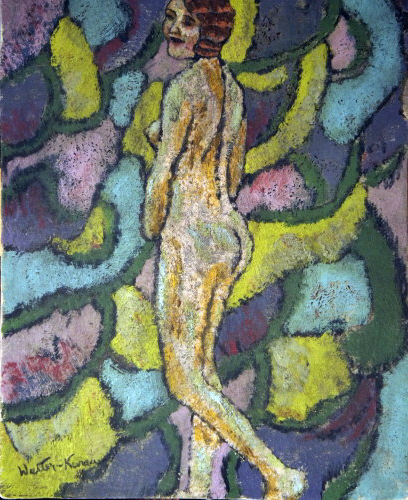
Nackte Frau stehend. (Um 1932), Öl, 28 × 24 cm

Von den frühen Arbeiten Walters waren die Genreszenen Der Markt (1897), Bäuerin (circa 1905), Waisenkind (1907) berühmt. Weithin bekannt in Lettland war auch das Bild Badende Knaben.
Walter malte Landschaften im Stil des Realismus. In späteren Jahren war vor allem der deutsche Expressionismus in den Werken vorherrschend. In der Malerei Walters kann man seine Leidenschaft für die Musik erkennen.
Nachdem sein Ölgemälde Weinberg bereits 1935 auf der NS-Propaganda-Ausstellung „Entartete Kunst“ in der Städtischen Galerie Nürnberg und im Haus der Kunst in Dortmund vorgeführt worden war, wurde es 1937 im Rahmen der deutschlandweiten konzertierten Aktion „Entartete Kunst“ aus dem Stadtmuseum Dresden beschlagnahmt und danach vernichtet.
Während Walter-Kurau in Lettland zu den wichtigsten Künstlern gezählt wird, ist er in Deutschland weitgehend vergessen. Seine Werke sind in den Sammlungen des Lettischen Kunstmuseums und den Museen der Städte Kuldīga und Tukums zu sehen.

### Weitere Werke in Museen
- Fräulein Eva Waltzien-Langkammer (1905, Öl, 130 × 95 cm; Neue Nationalgalerie Berlin, Inv. NG 4/55)[11]
- Die Marienstraße (1911, Öl, 63 × 73,5 cm; Städtische Galerie Dresden; Inv. 1980/k 73)
- Artur Schnabel am Flügel (1912, Öl, 115 × 126; Akademie der Künste, Berlin, Inv. MA 265)
- Kinderbildnis der Walpurgis Prinzessin zu Stolberg-Wernigerode (1925, Öl, 76 × 70 cm; Harzmuseum Wernigerode, Inv. Bl 575)
- Kinderbildnis des Christian Heinrich Erbprinz zu Stolberg-Wernigerode (1925, Öl, 75 × 70 cm; Harzmuseum Wernigerode, Inv. Bl 139)

## Postume Ausstellungen (unvollständig)
- 2010: Heringsdorf, Kunstpavillon (15 Gemälde und Werke seiner Schülerinnen und Schüler)
- 2010: Verden an der Aller, Sabatier Galerie & Kunsthandel (Werke Walter-Kuraus und seiner Schülerinnen und Schüler)